# Kenneth Kaunda
Kenneth David Kaunda, född 28 april 1924 i Chinsali, Nordrhodesia (i nuvarande Muchinga i Zambia), död 17 juni 2021 i Lusaka, var en zambisk politiker, tillhörande United National Independence Party (UNIP). Han var landets premiärminister 1964 och president 1964–1991.

## Biografi
Kaunda är prästson. Redan i början av 1950-talet organiserade Kaunda en nationaliströrelse på Nordrhodesias landsbygd och 1960 blev han ledare för UNIP. I valet i Nordrhodesia i januari 1964 segrade UNIP och Kaunda valdes till premiärminister, en post han innehade tills Zambia blev självständigt den 24 oktober samma år. Då utsågs Kaunda till landets förste president, en post han innehade fram till 1991, då han förlorade i fria val. Vid nästa val, 1996, tilläts Kaunda inte ställa upp då en regel införts av efterträdaren Frederick Chiluba, som krävde att en kandidat samt dennes båda föräldrar fötts i Zambia.
Kaunda förde en reformvänlig politik men gick samtidigt hårt fram mot oppositionen. År 1972 genomförde han en författningsändring som gjorde Zambia till en enpartistat. 

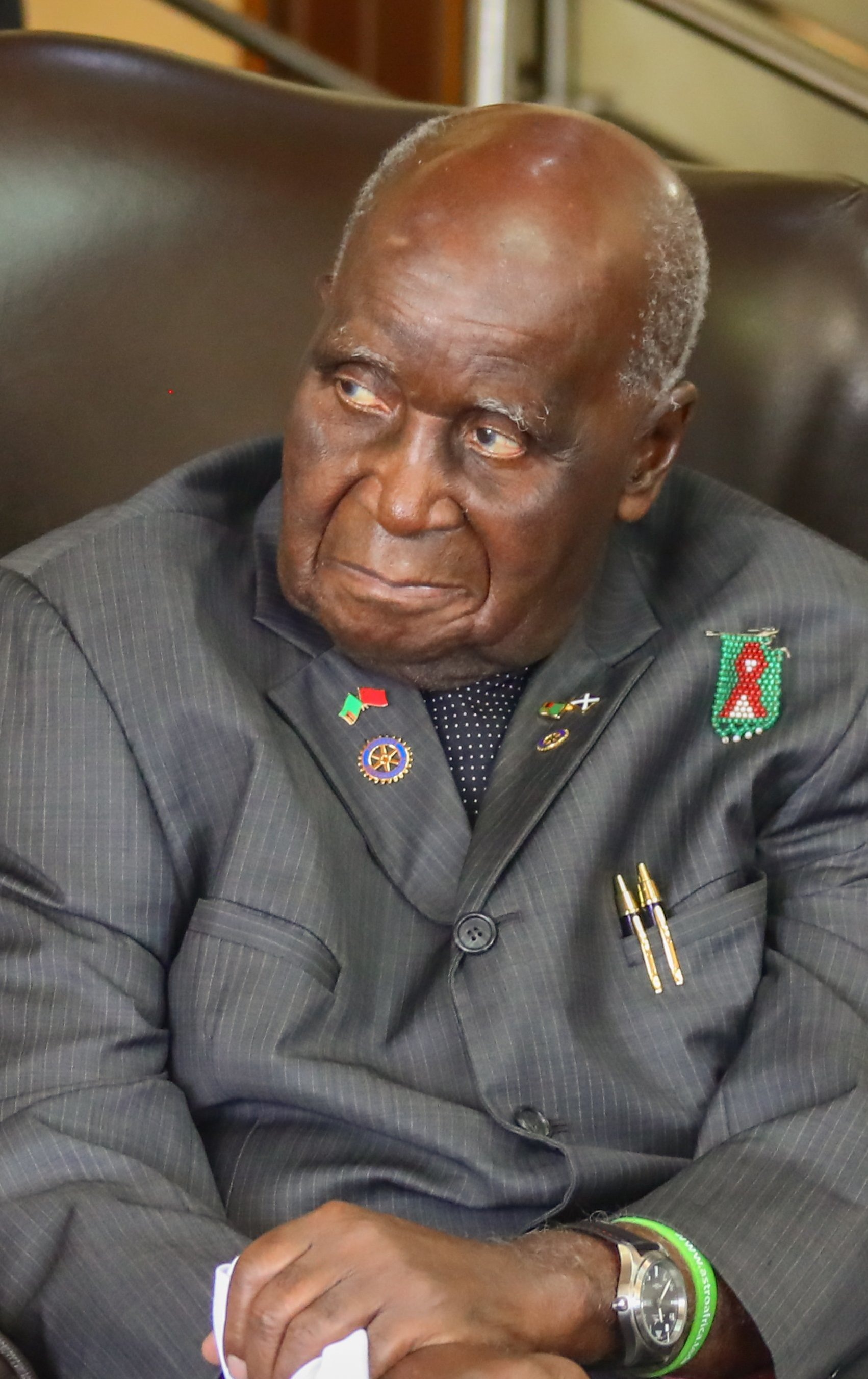
Kenneth Kaunda 2020.

Kenneth Kaunda avled i sviterna av lunginflammation på ett sjukhus i Lusaka 17 juni 2021.